# Џорџ Мурхаус
Џорџ Мурхаус (4. април 1901 - 12. октобар 1943) је први Енглез који се појавио на ФИФА Светском првенству (иако као члан америчког тима, а не за Енглеску). Већину играчке каријере провео је у Сједињеним Државама, а са репрезентацијом САД-а играо је седам пута. Био је члан америчких тимова на ФИФА Светском првенству 1930. и 1934. Мурхаус је 1986. године уведен у Кућу славних фудбалера. 

## Клупска каријера
Рођен у Енглеској, Мурхаус је током Првог светског рата служио у британској трговачкој морнарици. Након рата, одлучио је окушати срећу у фудбалу. Мурхаус је претежно играо на левој страни, имао је неуспешни покушај са  Лидс јунајтед. Међутим, одиграо је две утакмице првог тима (26. децембра 1921. против Ashington-а и 28. јануара 1922. против Accrington Stanley F.C.) док је био са Tranmere Rovers-ом на старој Трећој дивизији Север током сезоне 1921-22. Потом је играо са резервним тимом Rovers-а у Чеширској лиги. 
1923. емигрирао је у Канаду, на крају стекавши позицију у тиму Montreal Canadian Pacific Railway. Ту је провео само неколико месеци пре него што је прешао у клуб  Brooklyn Wanderers из Америчке фудбалске лиге (АСЛ). Играо је у само три утакмице пре него што се преселио у New York Giants где је остао наредних седам сезона, постигавши 45 голова у преко 250 утакмица. Године 1928. Giants-и  су током "Фудбалског рата" протерани из АСЛ-а, а Мурхаус је остао са њима током једне и по сезоне, у Источној професионалној фудбалској лиги. 1929. године Мурхаус и Giants су се вратили у АСЛ. У лето 1930. године, Giants је продат у ново власништво које је тим преименовало у New York Soccer Club. Потом се 1931. године тим удружио са тимом Fall River Marksmen и постао New York Yankees за пролећну сезону 1931. године. У јесен 1931. године Мурхаус се преселио у New York Americans. 1933. пропала је прва АСЛ, коју је заменила нова лига. New York Americans су се придружили новој лиги и Мурхаус је играо с њима до 1937. године, водећи их до две титуле Националног купа.

## Национални тим
Мурхаус је играо прву утакмицу када је тим победио Канаду 6. новембра 1926. године са 6:1. Иако није позван у тим ни за једну од америчких утакмица 1928. године, изабран је за америчку репрезентацију на Светском првенству 1930. године. Американци су прихватили понуду ФИФА-е за учешће на Светском првенству и  Мурхаус ће у одбрани играти у сва три меча у Уругвају. Прва америчка утакмица, победа од 3:0 над Белгијом 13. јула 1930. на стадиону Гран парк сентрал у Монтевидеу, учинила је  Мурхауса првим Енглезом који је играо на Светском првенству. Енглеска није учествовала на такмичењу до 1950. године. Мурхаус је тада одиграо наредна два меча док су САД отишле у полуфинале само да би изгубиле од Аргентине у нарочито напорној физичкој игри. Неколико америчких играча је повређено, а тим је завршио са само осам неповређених играча на терену и хромог голмана, јер замене нису биле дозвољене.
САД нису имале ниједну међународну утакмицу до Светског првенства у Италији 1934.  Мурхаус је изабран као капитена тима. Пошто су се САД пријавиле касно за улазак у првенство, тим је морао да одигра квалификациони меч против Мексика у Италији. Екипа САД-а је победила, 4-2, али је елиминисана у првом колу од Италије. 
Уведен је у Националну фудбалску кућу славних 1986. године. 

## Датум смрти
Док Национална кућа славних фудбала наводи датум смрти Мурхауса 13. јул 1982, неколико других извора има конфликтне информације. Колин Хосе, који је био историчар у Кући славних, наводи датум 12. октобар 1943. у својој историји америчке фудбалске лиге. Дејв Литерер, који увелико пише о фудбалу из САД-а, приметио је да су 1943. године "ветерани АСЛ-а оплакивали одлазак Џорџа Мурхауса, једног од његових премијер играча током 1930-их и честог учесника у националном тиму, који је играо у свакој утакмици између 1930. и 1938."